# Мухомор поганковидный
Мухомо́р поганкови́дный (лат. Amanita citrina) — гриб рода Мухомор (Amanita) семейства Мухоморовые (Amanitaceae). 
Научные синонимы:
- Agaricus bulbosus Schaeff., 1774
- Agaricus citrinoalbus Vittad., 1835
- Agaricus citrinus Schaeff., 1774basionym
- Agaricus mappa Batsch, 1783, nom. illeg.
- Agaricus ovum Batsch, 1783, nom. illeg.
- Amanita bulbosa (Schaeff.) Pers., 1800, nom. illeg.
- Amanita bulbosa var. citrina (Schaeff.) Gillet, 1874
- Amanita citrina var. mappa (Batsch) Pers., 1801
- Amanita mappa (Batsch) Fr., 1838, nom. illeg.
- Amanita mappa var. citrina (Schaeff.) Rea, 1922
- Amanita venenosa Pers., 1818
- Amanitina citrina (Schaeff.) E.-J.Gilbert, 1940
- Venenarius mappa (Batsch) Murrill, 1948

Русские синонимы:
- Мухомор жёлто-зелёный
- Мухомор лимонный
- Жёлтая бледная поганка

## Описание
Шляпка ∅ 5—12 см, толстомясистая, сначала полусферическая, затем выпуклая и почти плоская, иногда слегка вдавленная, край тонкий, гладкий, коротко рубчатый. Кожица серовато-жёлтая, или с зеленоватым оттенком, иногда грязно-белая, гладко-шелковистая с крупными беловатыми хлопьями.
Мякоть мягкая, беловатая, под кожицей желтоватая, с характерным слабым запахом сырого картофеля и неприятным вкусом.
Ножка 5—12 см в высоту, ∅ 1—2 см, сначала клубневидная, выполненная, затем цилиндрическая, слабо расширенная, полая, беловато-жёлтая, в основании утолщённая, с желобками над кольцом.
Пластинки частые, слабо приросшие, затем свободные, узкие, беловатые, иногда с желтоватым краем.
Остатки покрывала: кольцо провисшее, широкое, гладкое, иногда исчезающее, желтоватого цвета; вольва приросшая, от желто-бурого до коричневатого цвета, у молодых грибов иногда беловатая.
Споровый порошок белый.
Споры 9—11×7—9 мкм, широкоовальные, амилоидные. Базидии четырёхспоровые, булавовидные, 25—40×5—9 мкм, бесцветные, тонкостенные. Трама пластинок билатеральная, гифы диаметром 3—7 мкм. Гифы кожицы шляпки диаметром 3—7 мкм, переплетённые или расположены почти радиально, могут быть желатинизированы, в щелочах окрашиваются в желтоватый цвет.

### Изменчивость
Цвет шляпки варьирует от лимонно-жёлтого до бледного зеленовато-жёлтого и иногда белого. Ножка может изменяться по окраске от белой до лимонно-жёлтой. Цвет пластинок — от беловатого до бледного лимонно-жёлтого, с желтизной по краям.
Разновидности:
- A. citrina var. citrina — основная разновидность, с желтовато-зелёной шляпкой
- A. citrina var. alba (Gillet) E.-J.Gilbert, 1918 белой окраски. Замечено, что при распространении основной или белой разновидности, другая уступает ей место.
- A. citrina var. grisea (Hongo) Hongo, 1959 с серой шляпкой.
- A. citrina var. lavendula Coker, 1917 с серовато-жёлтой шляпкой.

## Экологияи распространение
Сведения по экологии противоречивы: согласно одним источникам образует микоризу с лиственными деревьями, часто встречается под дубами, другие авторы утверждают, что гриб растёт почти исключительно в хвойных лесах, крайне редко под лиственными деревьями. Растёт на бедных песчаных почвах на открытых тёплых местах. В горах встречается на высоте не более 500 м, редко — до 1100 м.
По Вассеру, растёт во всех типах лесов, в горах встречается до высоты 1400 м.
Широко распространён в Евразии (кроме тропиков) и Северной Америке, встречается в Северной Африке (Алжир, Марокко), Австралии, Новой Зеландии.
Сезон в умеренном климате: середина августа — конец октября (массово в сентябре).

## Сходные виды
Ядовитые и несъедобные:
- Бледная поганка (Amanita phalloides) — смертельно ядовитый гриб, обладающий в молодом возрасте слабовыраженным грибным запахом, а в старости неприятным, сладковатым. Отличается гладкой, лишённой остатков частного покрывала шляпкой и свободной вольвой.
- Мухомор серый (Amanita porphyria) — несъедобный или слабо ядовитый гриб, шляпка у которого, как правило, темнее.

## Пищевые качества
По разным источникам гриб либо условно съедобен, либо несъедобен из-за неприятного запаха, либо слабо ядовит. Мухомор поганковидный легко спутать со смертельно ядовитыми видами.

## Фотографии

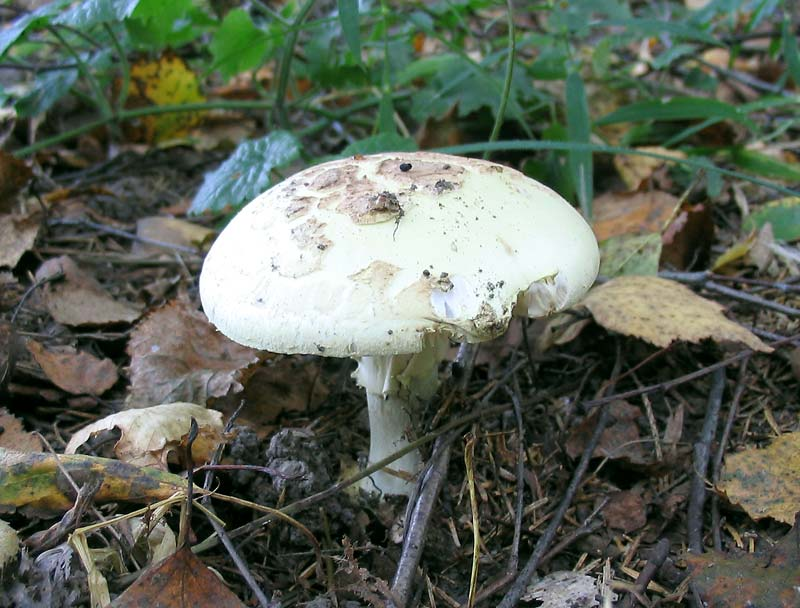
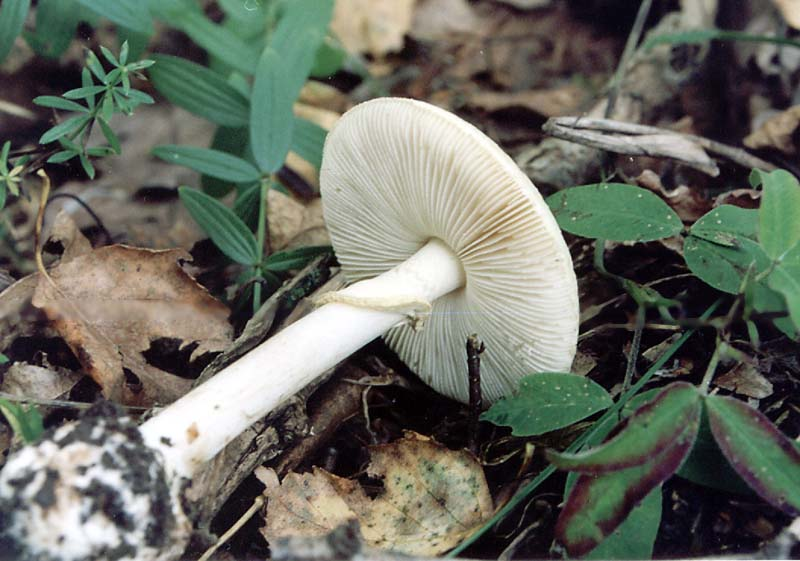
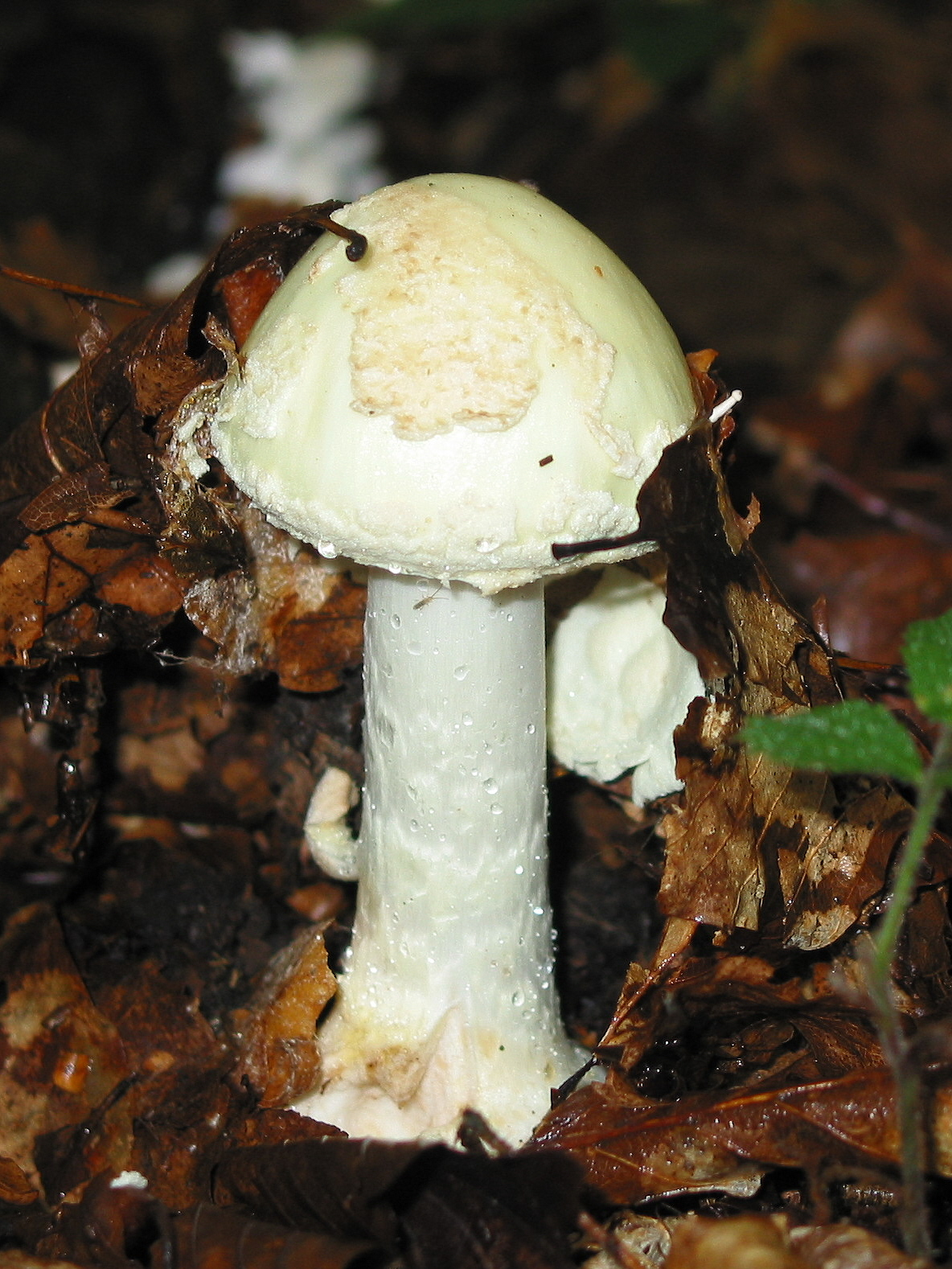

## Содержащиеся алкалоиды
DMT, 5-мео-DMT, буфотенин.